# 加伊-列維亞京西基
50°4′9″N 25°16′9″E / 50.06917°N 25.26917°E
加伊-列維亞京西基（烏克蘭語：Гаї-Лев'ятинські），是烏克蘭西北部的村莊，隸屬里夫內州的杜布諾區。該村始建於1554年，面積6.97平方公里，海拔高度247米，2023年人口290，人口密度每平方公里50.1人。